# Ballstedt
Ballstedt è un comune di 282 abitanti della Turingia, in Germania.

## Storia
Fino al 1º gennaio 2019 il comune di Ballstedt era parte della Verwaltungsgemeinschaft Nordkreis Weimar; da tale data la città di Am Ettersberg assunse il ruolo di "comune sussidiario" (Erfüllende Gemeinde) nei confronti di Ballstedt.